# Тихомир Огњанов
Тихомир Огњанов (Суботица, 2. март 1927 — Суботица, 2. јул 2006) био је југословенски фудбалски репрезентативац.

## Биографија
Огњанов је један од чланова југословенског „олимпијског тима”, истакнуто десно крило, репрезентативац и тренер.
Почео је да игра 1939. у „петлићима“ суботичког ФК ЖАКа. Наставио у РСК Суботица и Бачкој све до 1946. кад је прешао у Спартак. За време служења кадровског рока у ЈНА одиграо је 1947. и једну утакмицу за београдски Партизан.
Зенит каријере достигао је у београдској Црвеној звезди за коју је од 25. августа 1949. до 24. маја 1953. одиграо укупно 181 утакмицу и постигао 73 гола (од тога 75 првенствених и 22 гола) и освојио две титуле првака Југославије (1951 и 1952/53.) и два трофеја Купа југославије (1949. и 1950) Каријеру је завршио у суботичком Спартаку (1953—1961) у коме је 5. марта 1961. одиграо последњу утакмицу. У дресу Суботичана одиграо је 110 прволигашких утакмица и постигао 71 гол.
Уз пет сусрета и три гола за младу (1953) и две утакмице и један гол за „Б“ тим (1949—1955), одиграо је и 28 утакмица и постигао седам голова за најбољу селекцију Југославије. Дебитовао је 28. маја 1950. против Данске (5:1) у Београду. а од дреса са државним грбом опростио се 17. јуна 1956. у сусрету са Аустријом (1:1) у Загребу.
Учествовао је 1952. на олимпијском турниру у Финској, на коме је Југославија освојила сребрну медаљу (у финалу против Мађарске 0:2). На Светском првенству 1950 у Бразилу у сусрету против Швајцарске (3:0) био је теже повређен, али је пожртвовано играо до краја и чак постигао један гол. Налазио се међу изабраницима на Светско првенство 1954. у Швајцарској, али недовољно опорављен после операције препона није играо. Због бројних повреда једини је члан нашег славног,, олимпијског тима“ који није прославио „златни јубилеј“ - 50 утакмица у репрезентацији.
Бавио се и тренерским послом. Радио је у ОФК Суботица, у Спартаку, двапут у Црвенки и на крају у суботичком Северу. Био је и технички руководилац Спартака и члан председништва овога клуба.
Пензионисан је 21. јула 1983. као трговачки путник „Суботичанке“.